# Mutimir Vlastimirović
Mutimir Vlastimirović  (srbsko Мутимир, Mutimir, grško starogrško Μουντιμῆρος, Muntimiros) je bil srbski knez, ki je vladal približno od leta 850 do 891, * ni znano, † 891.
Bil je najstarejši sin kneza Vlastimirja, prapravnuka  neznanega arhonta (župana), ki je uspel združiti srbska plemena v eno državo. Na začetku je vladal skupaj z mlajšima  bratoma Strojimirjem in Gojnikom , po njunem poskusu državnega udara pa ju je izgnal v Bolgarijo kot garanta za mir in zavladal kot samostojen vladar.
Porazil je bolgarsko vojsko kana Borisa I. pod poveljstvom njegovega sina Vladimirja. Med njegovo vladavino se je začelo pokristjanjevanje Srbov in ustanovila Raško-prizrenska eparhija.  

## Ozadje
Združitev Srbov v svojo državo je bila posledica hitre širitve bolgarske oblasti nad Slovani. Srbi in Bolgari so živeli v miru do bolgarskega napada leta 839 v zadnjih letih vladavine bizantinskega cesarja Teofila (vladal 829-842). Vlastimir je združil več srbskih plemen, Teofil  pa mu je v zameno za priznanje njegove suverenosti priznal neodvisnost. Politično sliko je spremenila bolgarska priključitev zahodne Makedonije. Kana Malamir in Presijan sta v konsolidaciji Srbov  verjetno videla grožnjo in  jih poskušala podjarmiti z zasedbo njihovega ozemlja.
Kan Presijan (vladal 836-852) je leta 839  napadel Srbijo, ker se je morda čutil ogroženega, ali pa so Bizantinci poskušali odvrniti njegovo pozornost od slovanskega upora na Peloponezu, da bi ga laže zatrli.  V vojni, ki je trajala tri leta, je zmagal Vlastimir. Presijan ni osvojil nobenega ozemlja, ampak je doživel težak poraz in izgubil veliko mož.
Vojna se je končala s Teofilovo smrtjo leta 842, s katero so se končale Vlastimirjeve obveznosti do Bizantinskega cesarstva, po drugi strani pa je dobil priložnost za napad na Bolgare (842-843) in priključitev njihovega  ozemlja v okolici Ohrida, Bitole in Devola.
Vlastimir je začel širiti svoje ozemlja tudi proti zahodu in zasedel jugovzhodno Bosno in severovzhodno Hercegovino (Hum). Bolgari so medtem zasedli Braničevo, Pomoravje, Timoško krajino, Povardarje in Podrimje.

## Življenje
Mutimirjev oče Vlastimir je umrl v letih 845-850. Srbska kneževina je bila po njegovi smrti razdeljena med njegove tri sinove:  Mutimirja, Strojimirja in Gojnika. Bratje so vladali kot oligarhi, vendar je vrhovno oblast imel Mutimir, brata pa sta bila nekakšna vazala.
Leta 853 ali 854 so Srbe napadli Bolgari pod poveljstvom Vladimirja Rasata, sina kana Borisa I., da bi se maščeval za Presijanov poraz leta 842. Vlastimir je Bolgare s pomočjo obeh bratov porazil in ujel Vladimirja in 12 bojarjev. Boris I. in Vlastimir sta sklenila mir ali celo zavezništvo. Vlastimireva sinova  Pribilslav in Štefan sta spremila vojne ujetnike do meje, kjer sta jih v znak miru osvobodila in izmenjala darila. Boris ju je bogato obdaril, Vlastimir pa je kanu poklonil po dva sužnja, sokola in psa in 80 krzen.
V Srbiji se je zatem med brati začela borba za oblast, ki se je končala z izgonom obeh mlajših bratov na bolgarski dvor. Mutimir je na svojem dvoru iz političnih razlogov   obdržal Gojnikovega sina Petra, ki je kmalu pobegnil na Hrvaško.  Vzrok za njegov beg ni znan, vendar se  domneva, da je bila posledica verolomnosti.
Mutimir je k bizantinskemu cesarju Baziliju I. poslal delegacijo s prošnjo, da pokristjani njegove  podložnike, in priznal suverenost Bizantinskega cesarstva.
Leta 866 so Dubrovnik napadli Saraceni. Dubrovčani so za pomoč prosili Bazilija I., ki jim je na pomoč poslal veliko ladjevje pod poveljstvom Niketa Orifa. Ladjo z dubrovniškimi  odposlanci so na povratku iz Konstantinopla zajeli poganski Neretvanci, kar je ogorčilo bizantinskega cesarja. Proti njim je poslal svoje ladjevje in jih podjarmil.  Do leta 878 je bila pod bizantinsko oblastjo cela Dalmacija (Dalmatinska téma). Večina ozemlja je bila pod versko jurisdikcijo Ekumenskega patriarhata v Konstantinoplu.
Mutimir je umrl leta 891. Pokopan je bil najverjetneje v cerkvi sv. Petra in Pavla v Rasu pri Novem Pazarju. Nasledil ga je njegov najstarejši sin Pribislav.

### Pokristjanjenje Srbov
Srbe so pokristjanili bizantinski misijonarji, ki jih je poslal Bazilij I. po priznanju bizantinske suverenosti. Cesar jim je morda poslal tudi škofa. Pokristjanjenje je bilo delno posledica bizantinskega in kasneje bolgarskega vpliva. Pomembno je omeniti, da so bile vsak med vladavino kneza Koclja (vladal 861–874) morda vzpostavljeni stiki med Srbijo in Velikomoravsko. Teh povezav se je papež verjetno bal, morda  tudi zato, ker je bila Dalmacija do Splita pod bizantinsko oblastjo.   Nekaj učencev Cirila in Metoda je v Srbijo verjetno prišlo že v 870. letih, kamor jih je morda poslal sam Metod.     Srbijo se šteje za krščansko približno od leta 870,    kar je razvidno tudi iz imen srbskih vladarjev, ki so se začela zgledovati po krščanskih svetnikih: Petar Gojniković, Stefan Mutimirović in Pavle Branović. Imeni Peter in Štefan (Petros in Stefanos) sta značilno bizantinski.
Prva srbska škofija je bila ustanovljena v Rasu pri sedanjem Novem Pazarju v južni Srbiji na meji s Kosovom. Podrejena je bila nadškofiji v Splitu ali Draču, ki sta bila takrat bizanstinska.    Cerkev apostolov Petra in Pavla v Rasu, zgrajena v 9. ali 10. stoletju, ima značilnosti prvih dvornih kapel. Škofija je bila ustanovljena kmalu po letu 871 med Mutimirjevo vladavino in je bila del splošnega načrta ustanavljanja škofij na slovanskih ozemljih Bizantinskega cesarstva, kar je potrdil cerkveni zbor v Konstantinoplu leta 879-880. Leta 878 je bila kot nadaljevanje Viminacija in Horreum Margi (Ćuprija) ustanovljena škofija Braničevo.
Ko je papež Janez VIII.  maja 873 v pismu  pozval Mutumirja, naj prizna juridikcijo škofije v Sirmiju (Sremska Mitrovica), se je Mutimir povezoval z vzhodno pravoslavno cerkvijo v Konstantinoplu. Srbi in Bolgari so kasneje namesto grške privzeli staro cerkveno slovansko bogoslužje.